# Gymnanthes albicans
Gymnanthes albicans là một loài thực vật có hoa trong họ Đại kích. Loài này được (Griseb.) Urb. mô tả khoa học đầu tiên năm 1902.